# Imma dissimilis
Imma dissimilis är en fjärilsart som beskrevs av Felder 1875. Imma dissimilis ingår i släktet Imma och familjen Immidae. Inga underarter finns listade i Catalogue of Life.